# Beta-laktamski antibiotik
Beta-laktamski antibiotici (β-laktamski antibiotici) je naziv za skupinu antibiotika koji u svojoj molekularnoj strukturi sadrže beta-laktamski prsten. U skupinu beta-laktamskih antibiotika ubrajuju se skupine antibiotika: penicilini, cefalosporini, monobaktami, karbapenemi, i inhibitori beta-laktamaze.
Spojevi iz skupine beta-laktamskih antibiotika su najupotrebljavanija skupina antibiotika.

## Način djelovanja
Beta-laktamski antibiotici djeluju bakterocidno na bakterije tako što inhibiraju sintezu peptidoglikana u staničnoj stijenci bakterije.
Peptidoglikani su vrlo važni u funkciji bakterija, naročito gram-pozitivnih. 
Završnu transpeptidaciju u sintezi peptidoglikana omogućuju enzimi transpeptidaza i karboksipeptidaza koji se još nazivaju protein koji veže penicilin ili engl. PBP (penicillin binding protein). Beta-laktamski prsten veže se na aktivno mjesto PBP, time nepovratno inhibira završnu transpeptidaciju i tako prekida sintezu stanične stijenke bakterije.
U normalnim uvjetima perkursori peptidoglikana signaliziraju reorganizaciju stanične stijenke, što ima kao posljedicu aktiviranje autokatalitičnih hidrolaza u staničnoj stijenci bakterije.

## Rezistencija
Postoje dva načina na koji bakterije mogu se obraniti od djelovanja beta-laktamskih antibiotika, koji da bi djelovali se moraju vezati na aktivno mjesto PBP:
- Bakterija može sintetizirati enzim koji se zove beta-laktamaza (peniciliaza) i koji otvara beta-laktamatski prsten, te ga čini nedjelotvornim, tj. ne može se vezati za PBP. Gen potreban za sintezu enzima bakterija može naslijediti ili dobiti prijenosom plazmida.
- Promjenom na aktivacijskom mjestu PBP-a u staničnoj stijenci bakterije, dolazi do smanjene mogućnosti vezivanja za beta-laktamskim prstenom, te bakterije postaju ne osjetljive ili ponekad samo manje osjetljivije beta-laktamski prsten.